# Clint Eastwood dans la culture populaire
 (décembre 2014).
Si vous disposez d'ouvrages ou d'articles de référence ou si vous connaissez des sites web de qualité traitant du thème abordé ici, merci de compléter l'article en donnant les références utiles à sa vérifiabilité et en les liant à la section « Notes et références ».
L'acteur et réalisateur américain Clint Eastwood a une influence durable sur la culture populaire, par son nom, ou les personnages qu'il a incarnés au cinéma.

## Au cinéma et à la télévision
Clint Eastwood est le nom utilisé par Marty McFly dans Retour vers le futur 3 (Back to the Future, part III, 1990) - le film pastiche les westerns - mais les autres personnages ne le trouvent pas intimidant : « Qu'est-ce que c'est que ce nom stupide ? ». Marty utilise également un morceau de métal comme gilet pare-balles au cours de son duel avec Buford Tannen (Thomas F. Wilson), rappelant ainsi Retour vers le futur 2, lorsque Biff regarde Pour une poignée de dollars (Per un pugno di dollari, 1964) dans son bain à remous. Lorsque McFly retourne dans l'avenir, les personnages pensent qu'il est mort durant le processus, et un ravin est nommé « Eastwood Ravine » en son honneur. Dans la version originale, lorsque Marty est face au miroir avec son revolver, il prononce la réplique culte de l'Inspecteur Harry : « Go ahead, make my day ».
Dans un épisode de Bob l'éponge, Bob et Patrick se surnomment « Dirty Dan et Pinhead Larry » en référence à L'Inspecteur Harry. Dans Casper (1995), le docteur James Harvey (interprété par Bill Pullman) est terrifié par des fantômes. Son image dans le miroir se transforme en Clint Eastwood qui déclare « je vais vous tuer… votre mère… et tous vos gentils amis » avant que l'image ne se change à nouveau, ce coup-ci en Rodney Dangerfield. Dans le film de 2007, Transformers, l'autobot Ironhide imite Clint Eastwood, qui pointe son revolver sur Sam Witwicky et Mikaela Banes et dit « Do you feel lucky, punks? ». À deux reprises, Jim Carrey fait référence à Harry Callahan. Dans The Mask de Chuck Russell, il émerge de derrière un bar, sortant de sous sa veste tout un arsenal de revolver, en demandant « Do you feel lucky, punks? ». Puis, dans le film Bruce tout puissant, le personnage de Carrey déclare « Be careful what you wish for, Punk ».
Dans le film Double Détente (1988), quand Art Ridzick, joué par James Belushi, prête un Magnum 44 à Ivan Danko, policier d'origine russe joué par Arnold Schwarzenneger, et lui explique que cette arme est la meilleure du monde notamment parce que Dirty Harry s'en sert, Danko demande "Qui c'est, ce Dirty Harry ?"
Deux personnages japonais du film Crocodile Dundee 2 confondent le personnage principal, Mick Dundee, avec Clint Eastwood.
Dans le film parodique de 1994, Y a-t-il un flic pour sauver Hollywood ?, Leslie Nielsen imite Eastwood dans sa manière de marcher à la prison d'Alcatraz, dans Escape from Alcatraz (1979).
Dans Les Simpson, le policier McGarnicle est une parodie d'Eastwood.
Dans la comédie Borat, lorsque Sacha Baron Cohen va dans une armurerie où il dit vouloir acheter une arme « efficace contre les juifs », il parodie la réplique de l'Inspecteur Harry en déclarant : « Make my day jew ! »
Dans le film d'animation Rango (2011), le personnage Rango rencontre l'Esprit de l'Ouest, qui est en fait l'Homme sans nom, personnage incarné par Clint Eastwood dans la Trilogie du dollar (1964-1966). S'il reprend les traits de Clint Eastwood, le personnage a la voix de Timothy Olyphant.

## En littérature
Stephen King a déclaré dans des interviews, ainsi que dans les préfaces et postfaces de ses livres, que Clint Eastwood a été l'une de ses inspirations pour le personnage de Roland Deschain, alias Roland de Gilead, l'as de la gâchette populaire de la série La Tour sombre (The Dark Tower). Il a dit que Roland est censé incarner un personnage mélancolique avec du cran, comme celui de Clint Eastwood « The Man With No Name » (l'homme sans nom) dans Le Bon, la Brute et le Truand' (Il buono, il brutto, il cattivo, 1966).
Dans le livre Au guet ! (Gardes! Gardes!, 1989) de Terry Pratchett, la scène dans laquelle Vimaire menace une foule avec un dragon des marais est une parodie de la célèbre scène « vous sentez-vous chanceux » (do you feel lucky scene) dans L'Inspecteur Harry (Dirty Harry, 1971). Certains fan arts et surtout Paul Kidby, l'actuel illustrateur officiel des œuvres du Disque-monde, dépeignent Samuel Vimaire comme ressemblant à Eastwood, même si Pratchett a déclaré qu'il n'avait pas imaginé Vimaire de cette façon.
Dans la bande-dessinée Spoon & White, l'un des personnages principaux, Mickey Spoon, est un grand fan de Clint Eastwood et utilise régulièrement des répliques de ses films.
De l'aveu d'Hirohiko Araki, Clint Eastwood a également été l'inspiration principale de Jotaro Kujo, héros de la troisième partie du manga JoJo's Bizarre Adventure. L'inspiration est allée jusqu'à la pose iconique de Jotaro, qui renvoie à une pose de western de Clint Eastwood.

## En musique
Le musicien de dub et de reggae, Lee Scratch Perry, a enregistré un morceau du nom de Clint Eastwood en 1969 avec le groupe Virtual Band. Par ailleurs, un deejay de reggae se nomme Clint Eastwood. Gorillaz, de son côté, a enregistré un morceau intitulé Clint Eastwood et un autre Dirty Harry. Le chanteur Damon Albarn du groupe Gorillaz a d'ailleurs créé un album intitulé The Good, the Bad and the Queen avec l’aide de Paul Simonon, Simon Tong, Tony Allen et Dare Dare Motus. Le groupe de rock The Transplants fait référence à Pendez-les haut et court et à Et pour quelques dollars de plus dans plusieurs de leurs chansons. Le thème du show télévisé L'Homme qui tombe à pic, The Unknown Stuntman, fait référence à Eastwood avec : « Je suis le cascadeur inconnu qui imite si bien le regard d'Eastwood ».
Adam and the Ants chante le nom d'Eastwood dans leur chorale de Los Rancheros, qui apparaît sur leur album Kings of the Wild Frontier, distribué en 1980. Il se déguise également comme le personnage d'Eastwood dans Le Bon, la Brute et le Truand dans son clip vidéo de Prince Charming. Il y a également une version de démonstration de l’une de ses musiques qui est nommé Dirty Harry, et qui apparaît sur la version remasterisé de l’album Strip.
Le morceau du groupe Van Halen, Hang 'Em High, qui apparaît sur l'album Diver Down distribué en 1982, est inspiré par Clint Eastwood et Def Leppard ; dont les fameux dialogues tirés de L'Inspecteur Harry en tant qu'introduction de plusieurs de leurs concerts.
Un groupe de chanteurs suédois de heavy metal des années 1980 se nomme The Clint Eastwood Experience. Le groupe est composé de membres de Dismember et de Entombed. Dans le jeu vidéo Command and Conquer : Alerte rouge 2 - La Revanche de Yuri, l'un des personnages de la seconde mission alliée (qui se déroule à Hollywood) est nommé Flint Westwood, en l'honneur de Clint Eastwood et du studio producteur du jeu, Westwood Studios.
Le morceau Coca-Cola Cowboy de Mel Tillis se réfère à Eastwood lorsqu'on entend : « Tu es seulement un Cowboy Coca-Cola, tu as le sourire d'Eastwood et les cheveux de Robert Redford ».
Dans le morceau LaLa de Lil Wayne, les paroles incluent la ligne « Yeah, nous sommes propre, mais nous sommes sales comme Harry ».
Le rappeur Akhenaton du groupe IAM se glisse dans la peau de Sentenza dans plusieurs morceaux, le personnage interprété par Lee Van Cleef dans Le Bon, la Brute et le Truand, et fait ainsi référence à Blondin, le personnage interprété par Clint Eastwood dans le même film, dans Un bon son brut pour les truands. Le rappeur Booba l'évoque également dans la chanson Turfu extraite de l'album Futur 2.0 (2013), en faisant référence aux rôles d'as de la gâchette que l'acteur a souvent tenus : « Calibré dans le hood, calibré dans l'auto / Canon long tah [comme] Clint Eastwood, les yeux dans le dos ».
La deuxième chanson de l’album d'Anthrax, Spreading the Disease, se nomme Lone Justice, en référence à plusieurs des films d'Eastwood dans lesquels il interprète un homme de loi.

## Dans les jeux vidéo et le multimédia
L'Homme sans nom qu'interprète Eastwood a également inspiré le personnage Spartan John-117 de la série Halo.
Clint Eastwood apparaît comme un animatronique dans le parc à thème Disney's Hollywood Studios du Walt Disney World Resort, dans l’une des plus grandes attractions du parc, The Great Movie Ride, aux côtés d'autres acteurs populaires.
Dans le jeu vidéo Serious Sam : Second Contact, est mentionné l'« institut East Clintwood, nommé en l’honneur de la très célèbre personnalité du cinéma ».
Le boss final du jeu vidéo Fallout 2 est nommé Frank Horrigan, une référence au personnage de Clint Eastwood dans le film Dans la ligne de mire. Dans ce même jeu, une référence est faite à L'Inspecteur Harry via une inscription sur un .44 Magnum.
Il y a plusieurs références à Eastwood dans le jeu de rôle Neuroshima.
Eastwood, dans sa forme cybernétique, est le personnage principal, le conducteur du Commodore Amiga et Ataari-ST du jeu Nitro.
Dans le contenu téléchargeable de l’extension « Broken Steel » du jeu Fallout 3, il est possible d'obtenir un « Magnum Callahan », qui est une référence au personnage d'Eastwood dans L'Inspecteur Harry et à son Magnum .44.
Dans DotA Allstars, un héros se nomme Clinkz Eastwood.
Dans Battlefield 3, la description du Magnum .44 est reprise de la réplique de l'inspecteur Harry Callahan : « revolver le plus puissant au monde ».
Le protagoniste du jeu Dead Revolver and Red Dead Redemption distribué par Rockstar, Red Harlow et John Marston sont tous deux un portrait de l’« Homme sans nom ».
Dans Red alert 2, il y a un personnage nommé Flint Westwood, une référence à Eastwood.
Dans Lollipop Chainsaw, le visage du père de Juliet est calqué sur celui de Clint Eastwood.

## Autres références
Une anagramme de Clint Eastwood est « Old West Action », qu'il est intéressant de mettre en parallèle avec sa filmographie composée de nombreux vieux westerns d'action.
Harry Calahan et le revolver .44 Magnum dépeints dans la série de films ont inspiré le brevet américain 5,333,531 de Roger C. Field qui vise à minimiser le trou du barillet d'un revolver, de manière économique.